# Claas Lamberts Kniphorst
Claas Lamberts Kniphorst (Assen, 16 juli 1821 – aldaar, 29 april 1901) was een Nederlandse burgemeester.

## Leven en werk
Kniphorst was een zoon van de Asser burgemeester Gerrit Kniphorst en Elisabeth Carsten. Hij studeerde rechten en vestigde zich als advocaat en procureur in Assen. Daarnaast was hij evenals zijn vader vervener in het veengebied van het oostelijk deel van Drenthe. Over de vervening schreef hij een geschiedkundig overzicht. Hij werd benoemd tot burgemeester van Beilen en in 1850 tot burgemeester van Gieten, een functie die hij tien jaar zou vervullen. Van 1865 tot 1868 was Kniphorst schoolopziener in Drenthe.
Kniphorst trouwde op 14 november 1847 te Assen met Anna Jacoba van Baalen, dochter van Cornelis van Baalen en Wilhelmina Cornelia Hofstede. Zijn vrouw was een achternicht van de landdrost en gouverneur van Drenthe, Petrus Hofstede.

## Bijzonderheden
- In Emmen is op 31 oktober 1949 de Mr. C.L. Kniphorststraat naar hem genoemd.
- Kniphorst liet in 1875 in Assen aan de Hertenkamp nr. 1 een monumentale villa bouwen, ontworpen door de architect J. ten Horn.[1]
- Kniphorst schonk het hunebed D8 in 1871 aan de Provincie Drenthe.